# 小西杏優
小西 杏優（こにし あゆ、4月30日 - ）は、日本の女性アイドルで、アイドルグループ・つりビット、転校少女*、LOVE CCiNOの元メンバー。東京都出身。アクセルグロー所属。

## 略歴
2013年
- 5月22日、配信シングル『スタートダッシュ!』でデビューした「つりビット」のメンバーとして芸能活動を開始。

2016年
- 8月28日、ハロー!ショップ東京秋葉原店にて開催の「なんてったってハロプロvol.21」に、内田琴音（イケてるハーツ）、我妻桃実（ハコイリ♡ムスメ）と出演。Juice=Juiceについて、熱く語った。

2019年
- 3月24日、『ラストライブ〜Sail Away〜』をもって「つりビット」が解散。
- 8月25日、「@ JAM EXPO 2019」ストロベリーステージにて「転校少女*」のメンバーとして活動開始。

2020年
- 1月12日、「転校少女*」から脱退。

2021年
- 5月10日、約10年間所属していた事務所・Sugar&Spiceを退所。
- 7月9日、ヲタルプロデュースの「LOVE CCiNO」の初期メンバーとなる。
- 8月22日、「LOVE CCiNO」デビュー。

2024年
- 3月　LOVE CCiNO解散。

|2025年|
- 6月17日 ストロボグリッターへの加入が発表された。7月18日に予定されているワンマンライブでお披露目予定。

## 人物
- チャームポイントは、丸顔[2]。
- 「つりビット」ではメンバー最年少でダンスリーダー[3][13]。担当色はグリーン。釣りたい魚は鮎（アユ）[3]。
- 子供の頃にピアノやバレエ、ミュージカル、ヒップホップを習っており[14][15]、「つりビット」公式では「特技：ジャズダンス」と紹介されている[3]。
- 大原櫻子のファンを公言している[16]。
- 好物は、貝ヒモなどのおつまみとコーラや三ツ矢サイダーなどの炭酸類[17][注 3]。
- 絵のセンスがとても独創的で、即興でイラストを描くととても個性的な仕上がりとなるため、『小西画伯』と呼ばれることもある[18][19]。
- インナージャーニーのドラムス・Kaito（櫻井海音）は高校の同級生である[20]。

## 出演

### イベント
- なんてったってハロプロvol.21（2016年8月28日、ハロー!ショップ東京秋葉原店）

### ネット配信
- いきなりポートレート #14（2021年8月17日、YouTube）[21]
- Kaitoラジオ #13（2021年9月11日、YouTube）[22]

### 雑誌等
- つり丸 2014年 7/1号（2014年6月13日、マガジン・マガジン） - 表紙
- 月刊つり人（つり人社）
  - 9月号（2016年7月25日） - 鮎の友釣りのレクチャー
  - 10月号（2017年8月25日） - 鮎釣りの模様